# 王爱国 (1965年)
王爱国（1965年12月—），江苏盐城人，汉族，中华人民共和国政治人物，毕业于中国人民解放军军事科学院军队管理学专业。加入中国共产党，中国人民解放军少将。曾任中国人民武装警察部队政治部组织部部长，2012年2月任中国人民武装警察部队山东省总队政委，2016年8月任中国人民武装警察部队新疆维吾尔自治区总队政委。2021年12月任中国人民解放军山东省军区政委。2022年6月当选为中国共产党山东省委员会委员、常委。
第十二届全国人民代表大会山东地区代表，中国共产党第十九次全国代表大会武警部队代表。
2013年，担任全国人大代表。